# Aleksander Krukowiecki
Aleksander Krukowiecki, ps. „Żubr” (ur. 1825, zm. 20 lipca 1896 w Aksmanicach) – hrabia, poseł na Sejm Galicyjski, pułkownik, organizator i dowódca oddziału w powstaniu styczniowym.

## Biografia
Syn generała Jana Krukowieckiego i Heleny Wolskiej. Miał braci Konstantego, Władysława, Adama oraz siostrę Helenę, która pozostała w stanie panieńskim i mieszkała w majątku Krukowieckiego w Ossem. Jego dziadek Piotr Krukowiecki otrzymał od cesarzowej Marii Teresy tytuł hrabiowski. Zaangażowany w ruchu przedpowstaniowym, w stronnictwie białych. W powstaniu styczniowym walczył w oddziale Aleksandra Taniewskiego, w którym dowodzili bracia Gustaw Habich i Edward Jan Habich. Walczył w sierpniu 1863 w dwóch bitwach pod Imbramowicami i Glanowem. Po powrocie do Galicji walczył w oddziale Walerego Wróblewskiego. Na ostatnią wyprawę wyruszył w styczniu 1864 pod rozkazami kpt. Edwarda Rylskiego.
Po powstaniu właściciel ziemski w Aksmanicach, działacz polityczny, poseł na sejm.
Zmarł w Aksmanicach w 20 lipca 1896. Przy grobach rodziny Krukowieckich na cmentarzu parafialnym w Jeżowie umieszczono symboliczny nagrobek pułkownika Aleksandra Krukowieckiego.